# Кызылту (Павлодарская область)
Кызылту (каз. Қызылту) — упразднённое село в Теренкольском районе Павлодарской области Казахстана. Входило в состав Фёдоровского сельского округа. Ликвидировано в 2003 году.

## Население
В 1989 году население села составляло 127 человек. По данным переписи 1999 года, в селе проживало 100 человек (50 мужчин и 50 женщин).